# Chaetophyes
Chaetophyes is een geslacht van halfvleugeligen uit de familie Machaerotidae. De wetenschappelijke naam van dit geslacht is voor het eerst geldig gepubliceerd in 1918 door Schmidt.

## Soorten
Het geslacht Chaetophyes omvat de volgende soorten:
- Chaetophyes admittens (Walker, 1858)
- Chaetophyes bloetei Maa, 1963
- Chaetophyes ceramensis Lallemand, 1927
- Chaetophyes compacta (Walker, 1851)
- Chaetophyes kukukukui Maa, 1963
- Chaetophyes lubricans Maa, 1963
- Chaetophyes vicina Lallemand, 1927